# 10023 Vladifedorov
10023 Vladifedorov
10023 Vladifedorov là một tiểu hành tinh vành đai chính với chu kỳ quỹ đạo là 1387.1295569 ngày (3.80 năm).
Nó được phát hiện ngày 17 tháng 11 năm 1979.
Nó được đặt theo tên Vladimir Dmitrievich Fedorov, a Russian scientist, professor, và surgeon.